# A Fistful of Meg
A Fistful of Meg (titulado Un puño para Meg en Latinoamérica y Un puñado de Meg en España) es el cuarto episodio de la duodécima temporada y el número 214 en general de la serie de televisión animada de comedia Padre de familia. Se estrenó originalmente por FOX el 10 de noviembre de 2013 y el 26 de mayo de 2014 en Latinoamérica por FX.

## Argumento
Las amigas de Meg le dicen que ha llegado un nuevo chico a la escuela: Mike Pulaski, el cual parece muy peligroso y abusón después de ver como abusa a Neil Goldman. Más tarde, ella accidentalmente le tira su comida por encima, lo que hace que él la obligue a que se peleen el viernes a las tres en punto. Meg trata desesperadamente encontrar una salida, como por ejemplo colgar un vídeo pornográfico en YouTube para que la expulsen o solicitar un cambio de escuela, pero nada resulta, incluso sus amigas la abandonan. Llorando desconsoladamente en lavabo de la escuela, Meg oye a Quagmire y se ofrece para ayudarla a vencer a Mike. Quagmire revela que su oferta de ayuda fue motivada por un matón de su propia juventud. Él consigue que ella se centre su rabia hacia Peter, así como el uso de las armas de su propio cuerpo contra Mike. En el día de la pelea, Mike casi vence a Meg, pero ella no piensa darse por vencida. Contraataca besándole en la boca y explotándose una espinilla en su cara. Cuando Mike va a darle un fuerte golpe, ella se levanta la camisa y lo vence derritiéndole enseñándole sus pechos. Le agradece a Quagmire toda su ayuda y, a medida que los dos se van alejando, revela que morirá al año siguiente por un shock séptico de perritos calientes.
Mientras tanto, cuando Peter se desnuda delante de Brian, el can le dice que no se siente nada cómodo con eso y le advierte que no lo vuelva a hacer. Pero Peter ignora los avisos de Brian y continúa desnudándose ante él. Harto de Peter y sus bromas, le pide consejo a Stewie, y él le dice que combata el fuego con fuego, es decir, que él también se desnude ante Peter. Brian al principio no se ve del todo seguro con la idea, ya que él ya está desnudo, sólo que cubierto de pelo. Pero después se afeita y, cuando se muestra desnudo ante Peter y se restriega con él, con su cuerpo sin pelo, Peter se vuelve loco de lo asqueroso que le parece y le promete a Brian que no volverá a desnudarse. Sin embargo, a Brian va a tardarle tres meses en volver a crecerle el pelo, por lo que Stewie lo viste con su ropa para que no tenga frío. Esto que engaña a Chris, creyendo que él también es Stewie. El episodio termina con Stewie diciendo que ésta va a ser la historia de la semana que viene.

## Recepción

### Audiencia
El episodio fue visto por 4.18 millones de personas en su estreno original. Fue el segundo espectáculo más visto de la noche de la dominación de la animación en FOX venciendo a American Dad! y Bob's Burgers pero perdiendo frente Los Simpson, que obtuvo 4.20 millones de televidentes.

### Recepción crítica
Eric Thurm de The A.V. Club le dio al episodio una D.